# Harpecia
Harpecia is een monotypisch geslacht van mosdiertjes uit de familie van de Electridae. De wetenschappelijke naam van het geslacht is voor het eerst geldig gepubliceerd door Gordon in 1982.

## Soorten
De volgende soort is bij het geslacht ingedeeld:
- Harpecia spinosissima (Calvet, 1904)